# Ernstné Kaiser Jozefa
Ernstné Kaiser Jozefa, Kaiser-Ernst Jozefin (Kassa, 1827 – Pest, 1873. július 11.) énekesnő (szoprán).

## Életútja
Apja orvos volt Kassán, Kaiser Jozefa itt született 1827-ben a Mészáros-utca 31. számú házban. Kiképeztetése után többször énekelt hangversenyen a fővárosban, nevezetesen a Hugenottában, a Prófétában és a Zsidónőben aratott diadalokat. 1839. január 17-én Kassán is fellépett a Beatrice di Tenda c. operában, melyről ezt a kritikát kapta Ágnes szerepéről: „Éneke tiszta, kellemes, szabályos, iskolája jó s játéka is annyira kielégítő, hogy színpadoni bátorsága a közönséget meglepte ... Benne, ha tisztelt szülői engedik, s egy nagylelkű pártfogója találkoznék, ki további maga kimívelése és tökélyesítéséhez alkalmat nyújtana, a magyar dalszínészet nagy nyereményre tenne szert." (Honművész, 1839. évi március hó 10.) 1844–1845-ben szerepelt a bécsi operaházban. 1845—1846-ban és 1850—1861 között a Nemzeti Színház tagja volt, ekkor állt dicsőségének zenitjén. A két szerződés közti időben külföldi színpadokon aratta babérjait. Bejárta Olasz-, Spanyol- és Franciaországot, mindenütt hírnevet szerezve. A Nemzeti Színházban utolsó fellépte 1857. szeptember 30-án volt a Zsidónőben Recha szerepében. 1860–61-ben Kolozsvárott és Bukarestben játszott Havi Mihály társulatánál, 1865–66-ban vendégként lépett fel Győrött. A korabeli színlapok Ernstné és Kaiser–Ernst néven tüntetik fel. Halálát kolera okozta. A Kerepesi úti sírkertben helyezték örök nyugalomra a római katolikus egyház szertartása szerint.
Férje Ernst Móric újságíró, fia Ernst Henrik, operaénekes.

## Fontosabb szerepei
- Valois Margit (Meyerbeer: Hugenották)
- Berta, Fides (Meyerbeer: Próféta)
- Lucrezia Borgia (Donizetti)
- Recha (Halévy: A zsidónő)
- Szilágyi Erzsébet (Erkel F.: Hunyadi László)
- Donna Anna (Mozart: Don Giovanni)
- Susanne (Mozart: Figaro házassága)